# Šinkovec
Šinkovec je 130. najbolj pogost priimek v Sloveniji, ki ga je po podatkih Statističnega urada Republike Slovenije na dan 31. decembra 2007 uporabljalo 1.163 oseb, na dan 1. januarja 2011pa 1.151 oseb ter je med vsemi priimki po pogostosti uporabe zavzel 131. mesto.
- Ahac Šinkovec, arheolog
- Ana Šinkovec (*1983), pianistka
- Anica Šinkovec (1925—2004), gledališka igralka, arhivarka
- Anton Šinkovec (1859—1938), vrvar, tovarnar
- Boris Šinkovec (1927—2010), geolog, univ. prof. v Zagrebu
- Branko Šinkovec (1921-1997), prof.
- Črtomir Šinkovec (1914—1983), partizan, pesnik, pisatelj, urednik, novinar in prevajalec
- Igor Šinkovec (*1978), ilustrator, animator
- Irena Šinkovec, arheologinja
- Ivan Šinkovec (1921—1974), novinar, urednik
- Janez Šinkovec (1928—2016), gospodarski pravnik, ustavni sodnik
- Janez Šinkovec (*1949), pravnik (tožilec) in ljubiteljski slikar
- Jure Šinkovec (*1985), smučarski skakalec
- Lucijan Šinkovec (1912—1966), inženir, direktor IJS
- Matjaž Šinkovec (*1951), literat, publicist, politik in diplomat
- Matjaž Šinkovec (*1955), zdravnik internist
- Matjaž Šinkovec (*1964), policist in pravnik
- Miha Šinkovec, reprezentant v biljardu
- Milan Šinkovec (1940—2011), alpinist, gorski vodnik, inovator, mizar, športni delavec
- Mitja Šinkovec - Šiki (*1990), pop pevec
- Rok Šinkovec, multiinstrumentalist, harmonikar, improvizator ..
- Silvo Šinkovec (*1957), jezuit, psihoterapevt, publicist
- Stane Šinkovec (1923—2009), tekstilni tehnolog, šolnik, direktor, publicist, igralec
- Valter Šinkovec, mednarodni šahovski sodnik